# Maneken
Maneken(ka) ili model (francuski Mannequin lutka za izlog i nizozemski mannekijn: čovječuljak ili Dressman) je zanimanje, čiji je glavni zadatak izravno ili neizravno prikazivanje tijela u svrhu oglašavanja, porasta prodaje ili prikaza estetike tijela.

## Povijest
Nekada su kćeri bogatih klijenata ili privlačne krojačice bile među prvim modelima za modne revije i fotografija za časopise i kataloge. 

### Mannequins
Do 1980. manekenke su uglavnom radile na modnim revijama. 

### Fotomodel
Razlika od fotomodela je veća tjelesna veličina koja je potrebna za rad na modnoj pisti.